# Ophiopogon grandis
Ophiopogon grandis là một loài thực vật có hoa trong họ Măng tây. Loài này được W.W.Sm. mô tả khoa học đầu tiên năm 1921.